# Volkan Şen
Volkan Şen (Bursa, 7 juli 1987) is een Turks betaald voetballer.

## Clubcarrière
Şen stroomde door vanuit de jeugdopleiding van de grootste club in zijn geboortestad Bursa. Hij was een van de bepalende factoren voor het landskampioenschap dat Bursaspor behaalde in het seizoen 2009/10. In de zomer van 2011 maakte hij een transfer naar Trabzonspor voor 3,6 miljoen euro. In 2014 keerde hij terug naar Bursaspor, waar hij anderhalf jaar later weer werd weggeplukt door de Turkse grootmacht Fenerbahçe voor 2,5 miljoen euro. Na transfers naar Trabzonspor en Konyaspor, tekende hij voor tweededivisionist Adana Demirspor, dat hem in 2022 nog verhuurde aan Tuzlaspor. Hij wist echter in Tuzla geen minuten te maken. Zijn laatste professionele wedstrijd dateert inmiddels van 2021 en zijn contract met Adana Demirspor verliep in de zomer van 2023. 

## Interlandcarrière
Onder Guus Hiddink maakte Şen in 2010 zijn debuut in het Turks voetbalelftal in een vriendschappelijke interland tegen Honduras. Met Turkije nam hij in juni 2016 deel aan het Europees kampioenschap voetbal 2016 in Frankrijk. Na nederlagen tegen Spanje (0–3) en Kroatië (0–1) en een overwinning op Tsjechië (2–0) was Turkije uitgeschakeld in de groepsfase.

## Erelijst
| Süper Lig | 1x | 2009/10 |

1 Babacan ·
2 Kaya ·
3 Balta ·
4 Çalık ·
5 Şahin ·
6 Çalhanoğlu ·
7 Gönül ·
8 İnan ·
9 Tosun ·
10 Turan ·
11 Şahan ·
12 Kıvrak ·
13 Köybaşı ·
14 Özyakup ·
15 Topal ·
16 Tufan ·
17 Yılmaz ·
18 Erkin ·
19 Mallı ·
20 Şen ·
21 Mor ·
22 Özbayraklı ·
23 Tekin ·
Coach: Terim